# Sillianer Hütte
Die Sillianer Hütte (die teilweise immer noch als Viktor-Hinterberger-Hütte geführt wird) ist eine Alpenvereinshütte der Sektion Sillian des Österreichischen Alpenvereins am Karnischen Hauptkamm. Sie dient als Stützpunkthütte des österreichischen Südalpen-Weitwanderweges 03, des Europäischen Fernwanderweges 10 und der Via Alpina.

## Lage
Die Sillianer Hütte ist die westlichste Schutzhütte des Karnischen Hauptkamms, bildet den Ausgangs- bzw. Endpunkt des Karnischen Höhenwegs und ist ein Stützpunkt des Friedenswegs. Die Hütte befindet sich nur wenige Meter von der österreichisch-italienischen Grenze entfernt, 100 Höhenmeter oberhalb des Füllhornsattels.

## Geschichte
Die erste Schutzhütte, die die Sektion Sillian erbaute, war die Helmhütte, deren Ruinen sich immer noch auf dem Helmgipfel befinden. Sie ging nach dem Ersten Weltkrieg durch den Vertrag von St. Germain, in dem eine Grenzverschiebung beschlossen wurde, an Italien. Durch den Staatsvertrag von Venedig im Jahre 1925 wurde die Sektion Sillian für den Verlust entschädigt. Ersatzweise kaufte der Verein im Jahre 1930 im Volkzein, das zum hinteren Winkeltal (Villgratental) gehört, einen Baugrund und errichtete dort die erste Hütte mit dem Namen Sillianer Hütte. Sechs Jahre später erbaute die Sektion Austria am Karnischen Hauptkamm auf 2390 Meter die Viktor-Hinterberger-Hütte. Diese wurde am 16. August 1936 eröffnet und bis in das Jahr 1981 von der Sektion Austria betrieben. 

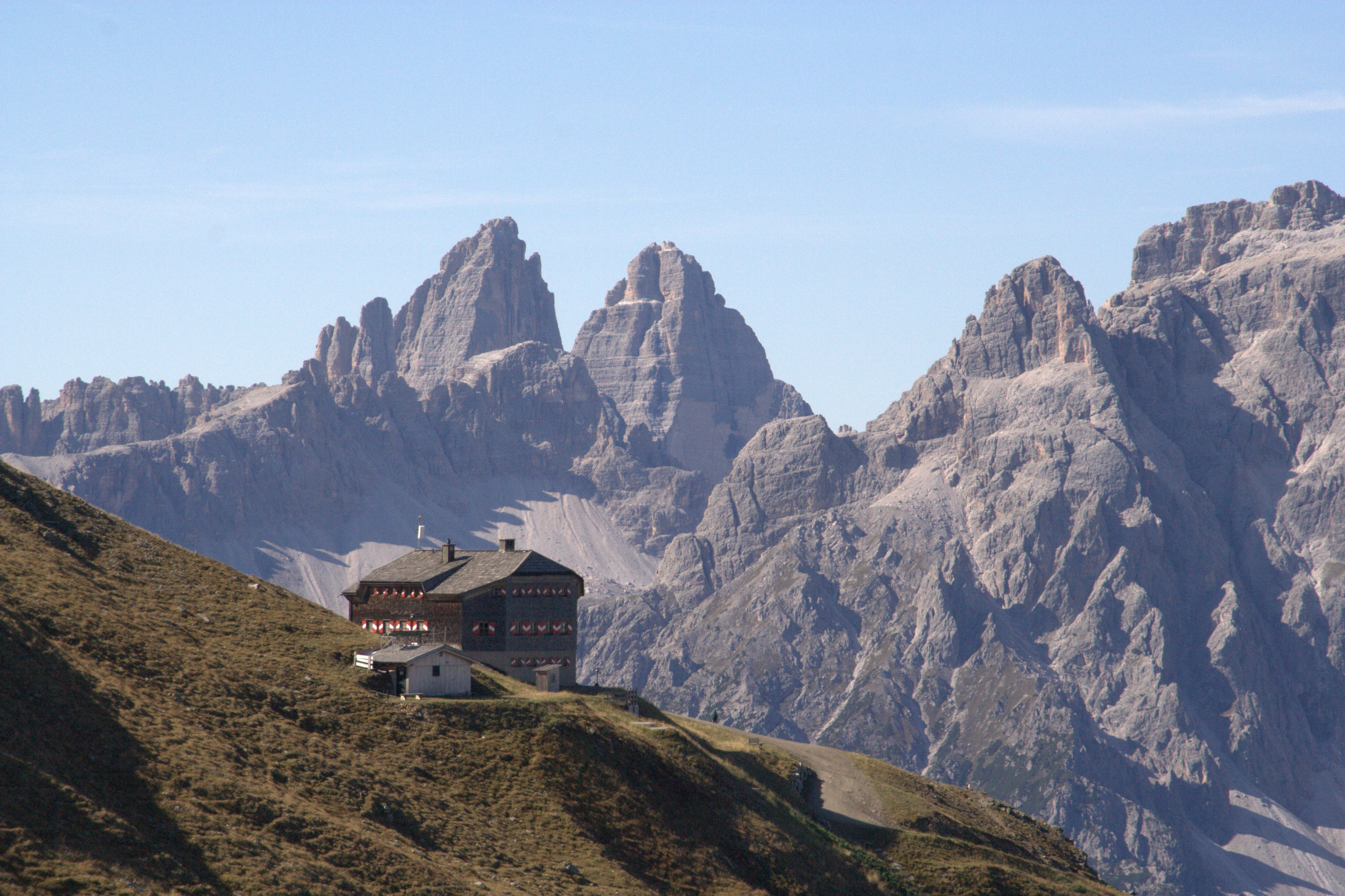
Alte Sillianer Hütte am Karnischen Kamm, Blick Richtung Westen auf Sextner Dolomiten und Drei Zinnen

Da die Sektion Sillian den Wunsch hegte, an den Karnischen Hauptkamm zurückzukehren, erwarb sie nach Beschluss der Jahreshauptversammlung 1981 die Viktor-Hinterberger-Hütte. Gleichzeitig wurde die Sillianer Hütte in den Villgrater Bergen veräußert. Der neue Besitzer nannte sie  Volkzeiner-Hütte.
Die Viktor-Hinterberger-Hütte befand sich in einem sehr sanierungsbedürftigen Zustand, woraufhin sich der Vorstand zu einem Neubau entschloss. Von 1982 bis 1986 wurde der Bau oberhalb der Hinterberger-Hütte mit einem Kostenaufwand von ca. 7,5 Millionen ATS (~ 545.000 EUR) vorangetrieben und am 31. August 1986 die Sillianer Hütte festlich eröffnet. Die desolate Hinterberger-Hütte wurde im Jahr 1988 abgetragen.
Im Jahr 2018 wurde die Hütte, um den gestiegenen Besucherandrang zu bewältigen, umfangreich umgebaut und erweitert. Die neue Hütte wurde am 1. Juli 2019 eröffnet.

## Zustiege

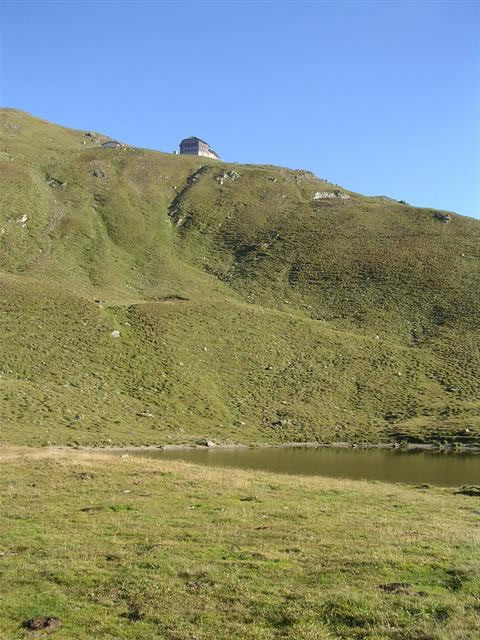
Sillianer Hütte, beim Aufstieg über die Leckfeldalm, oberhalb des Füllhornsees.

Zur Sillianer Hütte sind folgende Aufstiege möglich:
- Direkt von Sillian (1100 m) in einer Gehzeit von 4 Stunden über die Forcher Kaser.
- Direkt von Sillian (1100 m) in einer Gehzeit von 4 Stunden über die Leckfeldalm.
- Von Arnbach (1103 m) (Weitlanbrunn) ebenso in 4 Stunden über die Leckfeldalm oder die Pfanne.
- Von Sexten (1375 m) in 3 Stunden.
- Nach Auffahrt mit dem PKW zur Leckfeldalm in einer Gehzeit von 1,5 Stunden.
- Nach Auffahrt mit der Bergbahn Sexten von der Bergstation (2052 m)[7] aus in 1,75 Stunden.
- Nach Auffahrt mit der Bergbahn Vierschach von der Bergstation (2045 m)[7] erneut in 1,75 Stunden.

## Touren
Über den Karnischen Höhenweg sind von der Sillianer Hütte aus, unter anderem, folgende Hütten erreichbar:
- Obstansersee-Hütte (2300 m) in einer Gehzeit von 4 Stunden
- Filmoor-Standschützenhütte (2350 m) in 7 Stunden
- Porzehütte (1942 m) in 10 Stunden
- Hochweißsteinhaus (1868 m) in 10 bis 12 Stunden
- Mitterkar-Biwak (1973 m) in 14 Stunden

weiters
- Hahnspielhütte (2150 m) Gehzeit: 1 Stunden

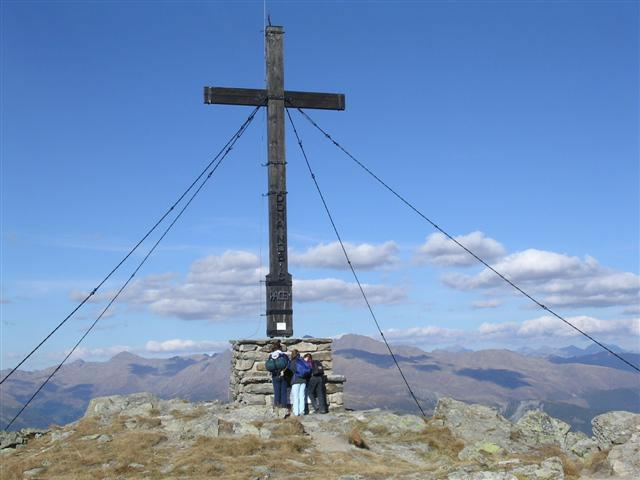
Heimkehrerkreuz

Außerdem sind weiters folgende umliegende Gipfel erreichbar:
- Schützenmahd – Heimkehrerkreuz (2273 m) in 0,5 Stunden
- Helm (2433 m) in 0,5 Stunden
- Hochgruberspitze (2537 m) in 0,5 Stunden
- Hollbrucker Spitze (2581 m) in 1 Stunde
- Hornischeck (2551 m) in 0,75 Stunden